# K-278 Komsomolec
Il K-278 Komsomolec, (traslitterato anche come Komsomolets russo: Комсомолец) era un sottomarino nucleare da attacco della Marina Sovietica (VMF) entrato in servizio negli anni ottanta. Fu l'unica unità della classe sperimentale Progetto 685 Plavnik, codice NATO classe Mike, pensato per testare alcune tecnologie particolarmente avanzate ed operare a profondità superiori a 1.000 metri.
Il K-278 affondò a causa di un incendio il 7 aprile 1989 nel Mare di Norvegia, alcune centinaia di chilometri a nord della città di Tromsø.

## Sviluppo
I tecnici sovietici iniziarono a lavorare al Progetto 685 Plavnik (pinna in lingua russa) fin dagli anni sessanta, ma la costruzione del primo esemplare venne intrapresa presso il cantiere navale di Severodvinsk solo nel 1978. Si trattava di un esemplare unico, costruito per testare una serie di tecnologie particolarmente avanzate. Il battello venne varato il 9 maggio 1983, ed entrò in servizio il 31 dicembre dell'anno successivo.
In Occidente venne identificato con il nome in codice NATO di classe Mike. Il K-278 fu il solo della sua classe ad entrare in servizio. La costruzione di un ulteriore esemplare venne iniziata, sempre a Severodvinsk, ma i lavori non furono mai ultimati.

## Tecnica
Il K-278 era un sottomarino nucleare da attacco, lungo 117,5 metri e largo 10,7. Si trattava di un battello a doppio scafo, con quello interno in titanio. L'utilizzo di questo materiale consentiva di operare a profondità estreme, di molto superiori a quelle dei contemporanei battelli occidentali: infatti, la profondità operativa era di 1.000 metri, quella massima operativa di 1.250 metri e quella di rottura di 1.500 metri. Lo scafo interno, stagno, era organizzato in sette compartimenti:
- sala siluri;
- alloggi;
- sala controllo;
- compartimento reattore;
- motori elettrici;
- turbine;
- meccanismi ausiliari.

Inoltre, sistemata nello scafo, vi era anche una sfera di salvataggio, in modo da consentire l'evacuazione dell'equipaggio in caso di incidente.
La propulsione era assicurata da un singolo reattore nucleare ad acqua pressurizzata del tipo OK-650 b-3 da 190 MW, che consentiva una velocità massima nell'ordine dei 14 nodi in superficie e dei 26-30 in immersione. Inizialmente, l'intelligence occidentale ritenne che in realtà i reattori imbarcati fossero due, del tipo a metallo liquido. Questo portò la NATO a sovrastimare la reale velocità massima del sottomarino (36-38 nodi).
L'armamento era costituito da sei tubi lanciasiluri da 533 mm, mentre il munizionamento comprendeva normali siluri e missili, sia antinave, sia da crociera (questi ultimi con la possibilità di imbarcare testate nucleari).

## L'affondamento
Il 7 aprile 1989 il sottomarino, al comando del capitano Evgeny Vanin, navigava alla profondità di 335 metri a circa 180 chilometri (100 miglia nautiche) a sudovest dell'Isola degli Orsi in Norvegia. Un violento incendio si scatenò nei compartimenti di poppa e, nonostante venissero immediatamente chiusi i portelli stagni, le fiamme si propagarono attraverso le paratie seguendo il percorso dei cavi che attraversavano il sottomarino. Il reattore nucleare fu fermato con un arresto d'emergenza (SCRAM) causando la perdita della propulsione. Inoltre il controllo del battello divenne difficoltoso a causa di problemi elettrici causati ai cablaggi dall'incendio. Il comandante ordinò un'emersione di emergenza ed il sottomarino emerse, undici minuti dopo lo scoppio dell'incendio. Furono effettuate alcune chiamate d'emergenza ed evacuati i sopravvissuti.
Il fuoco continuò a bruciare alimentato dal sistema di aria compressa del sottomarino. Alcune ore dopo essere emerso il battello affondò definitivamente su un fondale di 1680 metri. Il comandante e quattro altri membri dell'equipaggio che erano ancora a bordo entrarono nella capsula di emergenza e la sganciarono: a causa del suo parziale allagamento e della presenza di gas tossici, solo uno dei cinque raggiunse vivo la superficie.
Alcuni aeroplani inviati in soccorso giunsero rapidamente e lanciarono alcune piccole zattere di salvataggio ma molti uomini erano già morti per l'ipotermia causata dalle freddissime acque (circa 2 °C) del mare di Barents. Il peschereccio Aleksey Khlobystov giunse 81 minuti dopo l'affondamento del K-278 e prese a bordo 25 sopravvissuti e 5 cadaveri. In totale perirono 42 uomini nell'incidente.
Diverse spedizioni scientifiche hanno verificato lo stato del sommergibile negli anni: nel 2019 una di queste spedizioni ha raccolto campioni di acqua attorno al relitto e all'interno di un condotto di ventilazione del Komsomolec; dai risultati preliminari risulta che, in uno dei campioni del condotto, sia presente un livello di radioattività pari a 800 becquerel per litro, cioè 800.000 volte il livello naturale, sebbene altri campioni non contengano valori così elevati.